# Rammstein/Diskografie
Diese Diskografie ist eine Übersicht über die musikalischen Werke der deutschen NDH-Band Rammstein. Den Quellenangaben zufolge verkaufte sie bisher mehr als 21,1 Millionen Tonträger, davon allein in ihrer Heimat über 12,2 Millionen und zählt damit zu den Interpreten mit den meisten verkauften Tonträgern des Landes. Ihre erfolgreichste Veröffentlichung ist das zweite Studioalbum Sehnsucht mit über 3,1 Millionen verkauften Einheiten. Das Album verkaufte sich alleine in Deutschland über 1,25 Millionen Mal und zählt damit, genau wie der Millionenseller Herzeleid, zu den meistverkauften Musikalben des Landes der 1990er-Jahre.

## Alben

### Studioalben
| Jahr | Titel Musiklabel                            | Höchstplatzierung, Gesamtwochen, AuszeichnungChartplatzierungen (Jahr, Titel, Musiklabel, Platzierungen, Wochen, Auszeichnungen, Anmerkungen) | Höchstplatzierung, Gesamtwochen, AuszeichnungChartplatzierungen (Jahr, Titel, Musiklabel, Platzierungen, Wochen, Auszeichnungen, Anmerkungen) | Höchstplatzierung, Gesamtwochen, AuszeichnungChartplatzierungen (Jahr, Titel, Musiklabel, Platzierungen, Wochen, Auszeichnungen, Anmerkungen) | Höchstplatzierung, Gesamtwochen, AuszeichnungChartplatzierungen (Jahr, Titel, Musiklabel, Platzierungen, Wochen, Auszeichnungen, Anmerkungen) | Höchstplatzierung, Gesamtwochen, AuszeichnungChartplatzierungen (Jahr, Titel, Musiklabel, Platzierungen, Wochen, Auszeichnungen, Anmerkungen) | Anmerkungen                                                    |
| Jahr | Titel Musiklabel                            | DE | AT | CH | UK | US | Anmerkungen                                                    |
| ---- | ------------------------------------------- | --- | --- | --- | --- | --- | -------------------------------------------------------------- |
| 1995 | Herzeleid Motor Music (Polygram)            | DE2 a ×2Doppelplatin · (146 Wo.)DE | AT7 b (24 Wo.)AT | CH4 a (23 Wo.)CH | UK— SilberUK | — | Erstveröffentlichung: 24. September 1995 Verkäufe: + 1.480.000 |
| 1997 | Sehnsucht Motor Music (Polygram)            | DE1 ×5Fünffachgold · (82 Wo.)DE | AT1 Platin · (31 Wo.)AT | CH3 ×2Doppelplatin · (25 Wo.)CH | UK— PlatinUK | US45 Platin · (31 Wo.)US | Erstveröffentlichung: 25. August 1997 Verkäufe: + 3.155.000    |
| 2001 | Mutter Motor Music (UMG)                    | DE1 ×3Dreifachplatin · (222 Wo.)DE | AT1 Gold · (104 Wo.)AT | CH1 ×2Doppelplatin · (79 Wo.)CH | UK86 Gold · (2 Wo.)UK | US77 (6 Wo.)US | Erstveröffentlichung: 2. April 2001 Verkäufe: + 2.400.000      |
| 2004 | Reise, Reise Universal Music (UMG)          | DE1 ×7Siebenfachgold · (85 Wo.)DE | AT1 Platin · (46 Wo.)AT | CH1 Platin · (51 Wo.)CH | UK37 Gold · (2 Wo.)UK | US61 (4 Wo.)US | Erstveröffentlichung: 27. September 2004 Verkäufe: + 1.500.000 |
| 2005 | Rosenrot Universal Music (UMG)              | DE1 ×3Dreifachplatin · (41 Wo.)DE | AT1 Gold · (22 Wo.)AT | CH2 Platin · (26 Wo.)CH | UK29 Silber · (2 Wo.)UK | US47 (5 Wo.)US | Erstveröffentlichung: 27. Oktober 2005 Verkäufe: + 1.000.000   |
| 2009 | Liebe ist für alle da Universal Music (UMG) | DE1 ×7Siebenfachgold · (83 Wo.)DE | AT1 Platin · (47 Wo.)AT | CH1 Platin · (37 Wo.)CH | UK16 Silber · (3 Wo.)UK | US13 (4 Wo.)US | Erstveröffentlichung: 16. Oktober 2009 Verkäufe: + 1.096.843   |
| 2019 | Unbetitelt Rammstein (UMG)                  | DE1 ×3Dreifachplatin · (298 Wo.)DE | AT1 ×2Doppelplatin · (204 Wo.)AT | CH1 Platin · (103 Wo.)CH | UK3 Silber · (7 Wo.)UK | US9 (2 Wo.)US | Erstveröffentlichung: 17. Mai 2019 Verkäufe: + 936.000         |
| 2022 | Zeit Rammstein (UMG)                        | DE1 ×2Doppelplatin · (123 Wo.)DE | AT1 Platin · (125 Wo.)AT | CH1 Platin · (104 Wo.)CH | UK3 (2 Wo.)UK | US15 (1 Wo.)US | Erstveröffentlichung: 29. April 2022 Verkäufe: + 550.000       |

Reise, Reise Frontcover

### Livealben
| Jahr | Titel Musiklabel                  | Höchstplatzierung, Gesamtwochen, AuszeichnungChartplatzierungen (Jahr, Titel, Musiklabel, Platzierungen, Wochen, Auszeichnungen, Anmerkungen) | Höchstplatzierung, Gesamtwochen, AuszeichnungChartplatzierungen (Jahr, Titel, Musiklabel, Platzierungen, Wochen, Auszeichnungen, Anmerkungen) | Höchstplatzierung, Gesamtwochen, AuszeichnungChartplatzierungen (Jahr, Titel, Musiklabel, Platzierungen, Wochen, Auszeichnungen, Anmerkungen) | Höchstplatzierung, Gesamtwochen, AuszeichnungChartplatzierungen (Jahr, Titel, Musiklabel, Platzierungen, Wochen, Auszeichnungen, Anmerkungen) | Höchstplatzierung, Gesamtwochen, AuszeichnungChartplatzierungen (Jahr, Titel, Musiklabel, Platzierungen, Wochen, Auszeichnungen, Anmerkungen) | Anmerkungen                                                                     |
| Jahr | Titel Musiklabel                  | DE | AT | CH | UK | US | Anmerkungen                                                                     |
| ---- | --------------------------------- | --- | --- | --- | --- | --- | ------------------------------------------------------------------------------- |
| 1999 | Live aus Berlin Motor Music (UMG) | DE1 Platin · (14 Wo.)DE | AT2 (10 Wo.)AT | CH8 Gold · (7 Wo.)CH | UK*UK | US179 (1 Wo.)US | Erstveröffentlichung: 30. August 1999 Verkäufe: + 1.100.000; * siehe Videoalbum |
| 2006 | Völkerball Universal Music (UMG)  | DE1 ×2Doppelplatin · (41 Wo.)DE | AT3 (16 Wo.)AT | CH7 Gold · (15 Wo.)CH | UK*UK | US147 (1 Wo.)US | Erstveröffentlichung: 17. November 2006 Verkäufe: + 465.000; * siehe Videoalbum |
| 2017 | Rammstein: Paris Rammstein (UMG)  | DE1 Platin · (100 Wo.)DE | AT3 (20 Wo.)AT | CH3 (17 Wo.)CH | UK27 (1 Wo.)UK | US*US | Erstveröffentlichung: 19. Mai 2017 Verkäufe: + 250.000; * siehe Videoalbum      |

### Kompilationen
| Jahr | Titel Musiklabel                                | Höchstplatzierung, Gesamtwochen, AuszeichnungChartplatzierungen (Jahr, Titel, Musiklabel, Platzierungen, Wochen, Auszeichnungen, Anmerkungen) | Höchstplatzierung, Gesamtwochen, AuszeichnungChartplatzierungen (Jahr, Titel, Musiklabel, Platzierungen, Wochen, Auszeichnungen, Anmerkungen) | Höchstplatzierung, Gesamtwochen, AuszeichnungChartplatzierungen (Jahr, Titel, Musiklabel, Platzierungen, Wochen, Auszeichnungen, Anmerkungen) | Höchstplatzierung, Gesamtwochen, AuszeichnungChartplatzierungen (Jahr, Titel, Musiklabel, Platzierungen, Wochen, Auszeichnungen, Anmerkungen) | Höchstplatzierung, Gesamtwochen, AuszeichnungChartplatzierungen (Jahr, Titel, Musiklabel, Platzierungen, Wochen, Auszeichnungen, Anmerkungen) | Anmerkungen                                                |
| Jahr | Titel Musiklabel                                | DE | AT | CH | UK | US | Anmerkungen                                                |
| ---- | ----------------------------------------------- | --- | --- | --- | --- | --- | ---------------------------------------------------------- |
| 2011 | Made in Germany 1995–2011 Vertigo Records (UMG) | DE1 ×5Fünffachgold · (128 Wo.)DE | AT2 Gold · (47 Wo.)AT | CH5 Gold · (44 Wo.)CH | UK94 Silber · (1 Wo.)UK | — | Erstveröffentlichung: 2. Dezember 2011 Verkäufe: + 667.500 |

## Singles
| Jahr | Titel Album                                         | Höchstplatzierung, Gesamtwochen, AuszeichnungChartplatzierungen (Jahr, Titel, Album, Platzierungen, Wochen, Auszeichnungen, Anmerkungen) | Höchstplatzierung, Gesamtwochen, AuszeichnungChartplatzierungen (Jahr, Titel, Album, Platzierungen, Wochen, Auszeichnungen, Anmerkungen) | Höchstplatzierung, Gesamtwochen, AuszeichnungChartplatzierungen (Jahr, Titel, Album, Platzierungen, Wochen, Auszeichnungen, Anmerkungen) | Höchstplatzierung, Gesamtwochen, AuszeichnungChartplatzierungen (Jahr, Titel, Album, Platzierungen, Wochen, Auszeichnungen, Anmerkungen) | Höchstplatzierung, Gesamtwochen, AuszeichnungChartplatzierungen (Jahr, Titel, Album, Platzierungen, Wochen, Auszeichnungen, Anmerkungen) | Anmerkungen                                                                 |
| Jahr | Titel Album                                         | DE | AT | CH | UK | US | Anmerkungen                                                                 |
| --- | --------------------------------------------------- | --- | --- | --- | --- | --- | --------------------------------------------------------------------------- |
| 1995 | Du riechst so gut Herzeleid                         | DE16 c (10 Wo.)DE | — | — | — | — | Erstveröffentlichung: 28. August 1995 Neuauflage: 25. Mai 1998              |
| 1996 | Seemann Herzeleid                                   | — | — | — | — | — | Erstveröffentlichung: 8. Januar 1996                                        |
| 1997 | Engel Sehnsucht                                     | DE3 Platin · (25 Wo.)DE | AT4 (18 Wo.)AT | CH17 (14 Wo.)CH | — | — | Erstveröffentlichung: 28. März 1997 Verkäufe: + 610.000; Gastsängerin: Bobo |
| 1997 | Du hast Sehnsucht                                   | DE5 (12 Wo.)DE | AT10 (9 Wo.)AT | CH33 (5 Wo.)CH | UK— SilberUK | — | Erstveröffentlichung: 18. Juli 1997 Verkäufe: + 355.000                     |
| 1997 | Das Modell Original Single Kollektion               | DE5 (13 Wo.)DE | AT18 (12 Wo.)AT | — | — | — | Erstveröffentlichung: 24. November 1997 Original: Kraftwerk                 |
| 1998 | Stripped For the Masses (Depeche-Mode-Tributealbum) | DE14 (12 Wo.)DE | AT27 (3 Wo.)AT | CH42 (3 Wo.)CH | — | — | Erstveröffentlichung: 27. Juli 1998 Original: Depeche Mode                  |
| 2001 | Asche zu Asche Herzeleid                            | — | — | — | — | — | Erstveröffentlichung: 15. Januar 2001                                       |
| 2001 | Sonne Mutter                                        | DE2 ×3Dreifachgold · (13 Wo.)DE | AT5 (15 Wo.)AT | CH18 (12 Wo.)CH | UK— GoldUK | — | Erstveröffentlichung: 12. Februar 2001 Verkäufe: + 1.415.000                |
| 2001 | Links 2 3 4 Mutter                                  | DE26 (9 Wo.)DE | AT33 (6 Wo.)AT | CH65 (3 Wo.)CH | — | — | Erstveröffentlichung: 14. Mai 2001                                          |
| 2001 | Ich will Mutter                                     | DE29 Gold · (9 Wo.)DE | AT59 (3 Wo.)AT | — | UK30 (2 Wo.)UK | — | Erstveröffentlichung: 10. September 2001 Verkäufe: + 250.000                |
| 2002 | Mutter                                              | DE47 (4 Wo.)DE | — | — | — | — | Erstveröffentlichung: 25. März 2002                                         |
| 2002 | Feuer frei! Mutter                                  | DE33 Gold · (9 Wo.)DE | AT28 (8 Wo.)AT | — | UK35 Silber · (2 Wo.)UK | — | Erstveröffentlichung: 13. November 2002 Verkäufe: + 500.000                 |
| 2004 | Mein Teil Reise, Reise                              | DE2 (10 Wo.)DE | AT6 (10 Wo.)AT | CH11 (10 Wo.)CH | UK61 (3 Wo.)UK | — | Erstveröffentlichung: 26. Juli 2004                                         |
| 2004 | Amerika Reise, Reise                                | DE2 Gold · (13 Wo.)DE | AT3 (21 Wo.)AT | CH5 (13 Wo.)CH | UK38 (2 Wo.)UK | — | Erstveröffentlichung: 6. September 2004 Verkäufe: + 195.000                 |
| 2004 | Ohne dich Reise, Reise                              | DE12 Gold · (12 Wo.)DE | AT38 (12 Wo.)AT | CH42 (12 Wo.)CH | — | — | Erstveröffentlichung: 22. November 2004 Verkäufe: + 300.000                 |
| 2005 | Keine Lust Reise, Reise                             | DE16 (9 Wo.)DE | AT25 (6 Wo.)AT | CH30 (6 Wo.)CH | UK35 (2 Wo.)UK | — | Erstveröffentlichung: 28. Februar 2005                                      |
| 2005 | Benzin Rosenrot                                     | DE6 (9 Wo.)DE | AT11 (14 Wo.)AT | CH15 (13 Wo.)CH | UK58 (1 Wo.)UK | — | Erstveröffentlichung: 7. Oktober 2005                                       |
| 2005 | Rosenrot                                            | DE28 (9 Wo.)DE | AT46 (6 Wo.)AT | CH59 (8 Wo.)CH | — | — | Erstveröffentlichung: 16. Dezember 2005                                     |
| 2006 | Mann gegen Mann Rosenrot                            | DE20 (8 Wo.)DE | AT42 (2 Wo.)AT | CH66 (2 Wo.)CH | UK59 (1 Wo.)UK | — | Erstveröffentlichung: 3. März 2006                                          |
| 2009 | Pussy Liebe ist für alle da                         | DE1 (11 Wo.)DE | AT4 (13 Wo.)AT | CH12 (6 Wo.)CH | UK95 (1 Wo.)UK | — | Erstveröffentlichung: 18. September 2009                                    |
| 2010 | Ich tu dir weh Liebe ist für alle da                | — | AT74 (1 Wo.)AT | — | — | — | Erstveröffentlichung: 29. Januar 2010                                       |
| 2010 | Haifisch Liebe ist für alle da                      | DE33 (2 Wo.)DE | — | — | — | — | Erstveröffentlichung: 28. Mai 2010                                          |
| 2011 | Mein Land Made in Germany 1995–2011                 | DE5 (7 Wo.)DE | AT9 (4 Wo.)AT | CH21 (2 Wo.)CH | — | — | Erstveröffentlichung: 11. November 2011                                     |
| 2012 | Mein Herz brennt Mutter                             | DE7 Gold · (5 Wo.)DE | AT31 (1 Wo.)AT | CH33 (1 Wo.)CH | — | — | Erstveröffentlichung: 7. Dezember 2012 Verkäufe: + 300.000                  |
| 2019 | Deutschland Unbetitelt                              | DE1 ×3Dreifachgold · (23 Wo.)DE | AT4 Platin · (12 Wo.)AT | CH1 (16 Wo.)CH | UK98 Silber · (1 Wo.)UK | — | Erstveröffentlichung: 28. März 2019 Verkäufe: + 1.185.000                   |
| 2019 | Radio Unbetitelt                                    | DE4 Gold · (7 Wo.)DE | AT13 Gold · (3 Wo.)AT | CH17 (5 Wo.)CH | — | — | Erstveröffentlichung: 26. April 2019 Verkäufe: + 240.000                    |
| 2019 | Ausländer Unbetitelt                                | DE2 Gold · (9 Wo.)DE | AT29 Gold · (2 Wo.)AT | CH38 (4 Wo.)CH | — | — | Erstveröffentlichung: 31. Mai 2019 Verkäufe: + 260.000                      |
| 2022 | Zeit                                                | DE1 Gold · (15 Wo.)DE | AT6 (8 Wo.)AT | CH2 (10 Wo.)CH | — | — | Erstveröffentlichung: 10. März 2022 Verkäufe: + 300.000                     |
| 2022 | Zick Zack Zeit                                      | DE1 (11 Wo.)DE | AT8 Gold · (7 Wo.)AT | CH11 (5 Wo.)CH | — | — | Erstveröffentlichung: 7. April 2022 Verkäufe: + 15.000                      |
| 2022 | Dicke Titten Zeit                                   | DE12 (12 Wo.)DE | AT9 Gold · (16 Wo.)AT | CH27 (3 Wo.)CH | — | — | Erstveröffentlichung: 27. Mai 2022 Verkäufe: + 15.000                       |
| 2022 | Angst Zeit                                          | DE5 d (6 Wo.)DE | AT21 d (3 Wo.)AT | CH19 d (2 Wo.)CH | — | — | Erstveröffentlichung: 26. August 2022                                       |
| 2022 | Adieu Zeit                                          | DE13 (1 Wo.)DE | AT48 (1 Wo.)AT | CH56 (1 Wo.)CH | — | — | Erstveröffentlichung: 25. November 2022                                     |
| Folgende Lieder erschienen nicht als Single, wurden aber durch das Album zum Download und Streaming bereitgestellt und konnten somit eine Platzierung erlangen: |                                                     | | | | | |                                                                             |
| |                                                     | | | | | |                                                                             |
| 2009 | Rammlied Liebe ist für alle da                      | — | — | CH28 (3 Wo.)CH | — | — | Charteinstieg: 4. Oktober 2009 B-Seite von Pussy                            |
| 2019 | Zeig dich Unbetitelt                                | DE13 (3 Wo.)DE | AT20 (1 Wo.)AT | CH30 (1 Wo.)CH | — | — | Charteinstieg: 24. Mai 2019                                                 |
| 2019 | Puppe Unbetitelt                                    | DE22 (2 Wo.)DE | — | — | — | — | Charteinstieg: 24. Mai 2019                                                 |
| 2019 | Sex Unbetitelt                                      | DE27 (2 Wo.)DE | — | — | — | — | Charteinstieg: 24. Mai 2019                                                 |
| 2019 | Was ich liebe Unbetitelt                            | DE33 (1 Wo.)DE | — | — | — | — | Charteinstieg: 24. Mai 2019                                                 |
| 2019 | Diamant Unbetitelt                                  | DE36 (1 Wo.)DE | — | — | — | — | Charteinstieg: 24. Mai 2019                                                 |
| 2019 | Weit weg Unbetitelt                                 | DE37 (1 Wo.)DE | — | — | — | — | Charteinstieg: 24. Mai 2019                                                 |
| 2019 | Tattoo Unbetitelt                                   | DE39 (1 Wo.)DE | — | — | — | — | Charteinstieg: 24. Mai 2019                                                 |
| 2019 | Hallomann Unbetitelt                                | DE58 (1 Wo.)DE | — | — | — | — | Charteinstieg: 24. Mai 2019                                                 |
| 2022 | Armee der Tristen Zeit                              | DE— eDE | — | CH69 (1 Wo.)CH | — | — | Charteinstieg: 20. Mai 2022                                                 |
| 2022 | Giftig Zeit                                         | DE— fDE | — | — | — | — | Charteinstieg: 20. Mai 2022                                                 |

## Videoalben und Musikvideos

### Videoalben
| Jahr | Titel Musiklabel                       | Höchstplatzierung, Gesamtwochen, AuszeichnungChartplatzierungen (Jahr, Titel, Musiklabel, Platzierungen, Wochen, Auszeichnungen, Anmerkungen) | Höchstplatzierung, Gesamtwochen, AuszeichnungChartplatzierungen (Jahr, Titel, Musiklabel, Platzierungen, Wochen, Auszeichnungen, Anmerkungen) | Höchstplatzierung, Gesamtwochen, AuszeichnungChartplatzierungen (Jahr, Titel, Musiklabel, Platzierungen, Wochen, Auszeichnungen, Anmerkungen) | Höchstplatzierung, Gesamtwochen, AuszeichnungChartplatzierungen (Jahr, Titel, Musiklabel, Platzierungen, Wochen, Auszeichnungen, Anmerkungen) | Höchstplatzierung, Gesamtwochen, AuszeichnungChartplatzierungen (Jahr, Titel, Musiklabel, Platzierungen, Wochen, Auszeichnungen, Anmerkungen) | Anmerkungen                                                                     |
| Jahr | Titel Musiklabel                       | DE | AT | CH | UK | US | Anmerkungen                                                                     |
| ---- | -------------------------------------- | --- | --- | --- | --- | --- | ------------------------------------------------------------------------------- |
| 1999 | Live aus Berlin Motor Music (UMG)      | DE* ×2DoppelplatinDE | AT3 (11 Wo.)AT | CH2 Platin · (6 Wo.)CH | UK4 (7 Wo.)UK | US11 Gold · (5 Wo.)US | Erstveröffentlichung: 13. September 1999 Verkäufe: + 188.352; * siehe Livealbum |
| 2003 | Lichtspielhaus Motor Music (UMG)       | DE25 Platin · (9 Wo.)DE | AT5 (8 Wo.)AT | CH— GoldCH | UK38 Gold · (2 Wo.)UK | US7 (3 Wo.)US | Erstveröffentlichung: 1. Dezember 2003 Verkäufe: + 108.500                      |
| 2006 | Völkerball Universal Music (UMG)       | DE* ×2DoppelplatinDE | — | CH*CH | UK8 Gold · (12 Wo.)UK | US3 (8 Wo.)US | Erstveröffentlichung: 17. November 2006 Verkäufe: + 125.000; * siehe Livealbum  |
| 2012 | Videos 1995–2012 Universal Music (UMG) | DE5 Gold · (17 Wo.)DE | AT3 (9 Wo.)AT | CH2 (18 Wo.)CH | UK20 (4 Wo.)UK | US12 (5 Wo.)US | Erstveröffentlichung: 14. Dezember 2012 Verkäufe: + 27.700                      |
| 2015 | Rammstein in Amerika Rammstein (UMG)   | DE— ×2DoppelplatinDE | AT1 (27 Wo.)AT | CH1 (49 Wo.)CH | UK1 (23 Wo.)UK | US1 (9 Wo.)US | Erstveröffentlichung: 25. September 2015 Verkäufe: + 100.000                    |
| 2017 | Rammstein: Paris Rammstein (UMG)       | DE*DE | AT1 (22 Wo.)AT | CH1 (38 Wo.)CH | UK*UK | US5 (3 Wo.)US | Erstveröffentlichung: 19. Mai 2017 Verkäufe: + 5.000; * siehe Livealbum         |

### Musikvideos
Zwischen 1995 und 2022 hat die Band 34 Musikvideos zu 32 Songs gedreht. Einzig zur Single Das Modell (1997) erschien kein Video, obwohl eines produziert wurde. Aufgrund von moralischen Bedenken in Zusammenhang mit dem Tod von Lady Diana wurde es nie veröffentlicht. Zum Lied Rammstein erschien ein Video, jedoch keine Single. Ein Video zu Sehnsucht enthält ausschließlich Szenen der Liveversion von Live aus Berlin. Teile des Videomaterials zu Mein Herz brennt stammen aus den Dreharbeiten mit dem Regisseur Eugenio Recuenco vom Dezember 2011. Die Band war mit dem fertigen Video jedoch nicht zufrieden und drehte im Juni 2012 mit dem Regisseur Zoran Bihac einige Szenen nach, um aus dem bestehenden und nachgedrehten Material ein neues Video zu erstellen.
| Jahr | Titel                 | Regie                                      |
| ---- | --------------------- | ------------------------------------------ |
| 1995 | Du riechst so gut     | Emanuel Fialik                             |
| 1996 | Seemann               | Laszlo Kadar                               |
| 1997 | Rammstein             | Alexander Herzog, Kai Kniepkamp            |
| 1997 | Engel                 | Hannes Rossacher, Norbert Heitker          |
| 1997 | Du hast               | Philipp Stölzl                             |
| 1998 | Du riechst so gut ’98 | Philipp Stölzl                             |
| 1998 | Stripped              | Philipp Stölzl                             |
| 2001 | Sonne                 | Joern Heitmann                             |
| 2001 | Links 2 3 4           | Zoran Bihać                                |
| 2001 | Ich will              | Joern Heitmann                             |
| 2002 | Mutter                | Joern Heitmann                             |
| 2002 | Feuer frei!           | Rob Cohen                                  |
| 2004 | Mein Teil             | Zoran Bihać                                |
| 2004 | Amerika               | Joern Heitmann                             |
| 2004 | Ohne dich             | Joern Heitmann                             |
| 2005 | Keine Lust            | Joern Heitmann                             |
| 2005 | Benzin                | Uwe Flade                                  |
| 2005 | Rosenrot              | Zoran Bihać                                |
| 2006 | Mann gegen Mann       | Jonas Åkerlund                             |
| 2009 | Pussy                 | Jonas Åkerlund                             |
| 2009 | Ich tu dir weh        | Jonas Åkerlund                             |
| 2010 | Haifisch              | Joern Heitmann                             |
| 2011 | Mein Land             | Jonas Åkerlund                             |
| 2012 | Mein Herz brennt      | Zoran Bihać (2 Versionen) Eugenio Recuenco |
| 2019 | Deutschland           | Specter Berlin                             |
| 2019 | Radio                 | Joern Heitmann                             |
| 2019 | Ausländer             | Joern Heitmann                             |
| 2022 | Zeit                  | Robert Gwisdek                             |
| 2022 | Zick Zack             | Joern Heitmann                             |
| 2022 | Angst                 | Robert Gwisdek                             |
| 2022 | Dicke Titten          | Joern Heitmann                             |
| 2022 | Adieu                 | Specter Berlin                             |

## Boxsets
| Jahr | Titel Musiklabel                                  | Höchstplatzierung, Gesamtwochen, AuszeichnungChartplatzierungen (Jahr, Titel, Musiklabel, Platzierungen, Wochen, Auszeichnungen, Anmerkungen) | Höchstplatzierung, Gesamtwochen, AuszeichnungChartplatzierungen (Jahr, Titel, Musiklabel, Platzierungen, Wochen, Auszeichnungen, Anmerkungen) | Höchstplatzierung, Gesamtwochen, AuszeichnungChartplatzierungen (Jahr, Titel, Musiklabel, Platzierungen, Wochen, Auszeichnungen, Anmerkungen) | Höchstplatzierung, Gesamtwochen, AuszeichnungChartplatzierungen (Jahr, Titel, Musiklabel, Platzierungen, Wochen, Auszeichnungen, Anmerkungen) | Höchstplatzierung, Gesamtwochen, AuszeichnungChartplatzierungen (Jahr, Titel, Musiklabel, Platzierungen, Wochen, Auszeichnungen, Anmerkungen) | Anmerkungen                                                     |
| Jahr | Titel Musiklabel                                  | DE | AT | CH | UK | US | Anmerkungen                                                     |
| ---- | ------------------------------------------------- | --- | --- | --- | --- | --- | --------------------------------------------------------------- |
| 1998 | Original Single Kollektion Motor Music (Polygram) | — | — | — | — | — | Erstveröffentlichung: 19. Juni 1998 Verkäufe: 5.000 (limitiert) |
| 2015 | XXI – The Vinyl Box Set Rammstein (UMG)           | DE15 (1 Wo.)DE | — | — | — | — | Erstveröffentlichung: 4. Dezember 2015                          |

## Promoveröffentlichungen

### Alben
| Jahr | Titel Musiklabel               | Anmerkungen                            |
| ---- | ------------------------------ | -------------------------------------- |
| 1994 | 4-Track Kassette Eigenvertrieb | Erstveröffentlichung: 19. Februar 1994 |
| 1994 | 5-Track Kassette Eigenvertrieb | Erstveröffentlichung: 30. April 1994   |
| 1994 | 6-Track Kassette Eigenvertrieb | Erstveröffentlichung: 1994             |
| 1994 | 3-Track Kassette Eigenvertrieb | Erstveröffentlichung: 1994             |
| 1994 | 6-Track Kassette Eigenvertrieb | Erstveröffentlichung: 1994             |
| 1995 | 3-Track Kassette Eigenvertrieb | Erstveröffentlichung: 1995             |
| 1995 | 3-Track Kassette Motor Music   | Erstveröffentlichung: 1995             |
| 1995 | 6-Track Kassette Motor Music   | Erstveröffentlichung: 1995             |
| 1995 | 1-Track Kassette Eigenvertrieb | Erstveröffentlichung: 1995             |
| 1995 | 9-Track Kassette Motor Music   | Erstveröffentlichung: 1995             |

### Singles
| Jahr | Titel Album                                                  | Anmerkungen                                                                                |
| ---- | ------------------------------------------------------------ | ------------------------------------------------------------------------------------------ |
| 1997 | Sehnsucht                                                    | Erstveröffentlichung: 1997 Veröffentlichung nur in Spanien und den Vereinigten Staaten     |
| 2005 | Te quiero puta! Rosenrot                                     | Erstveröffentlichung: 2005 Veröffentlichung nur in Mexico                                  |
| 2011 | Waidmanns Heil / Liebe ist für alle da Liebe ist für alle da | Erstveröffentlichung: 16. April 2011 300 Exemplare auf 7″-Vinyl anlässlich des RSD 2011    |
| 2014 | Pussy / Mein Teil Liebe ist für alle da / Reise, Reise       | Erstveröffentlichung: 19. April 2014 1.000 Exemplare auf 12″-Vinyl anlässlich des RSD 2014 |

| Jahr | Titel Album                                               | Anmerkungen                                              |
| ---- | --------------------------------------------------------- | -------------------------------------------------------- |
| 1997 | Engel / Megalomaniac Mortal Kombat: Annihilation (O.S.T.) | Erstveröffentlichung: 21. Oktober 1997 Rammstein / KMFDM |

## Sonderveröffentlichungen

### Alben
| Jahr | Titel Musiklabel                                | Anmerkungen                                                                                             |
| ---- | ----------------------------------------------- | --- |
| 2009 | Liebe ist für alle da Universal Music (UMG)     | Erstveröffentlichung: 16. Oktober 2009 erweiterte Fassung; Verkäufe werden dem Studioalbum hinzuaddiert |
| 2011 | Made in Germany 1995–2011 Vertigo Records (UMG) | Erstveröffentlichung: 2. Dezember 2011 erweiterte Fassung; Verkäufe werden der Kompilation hinzuaddiert |
| 2017 | Rammstein: Paris Rammstein (UMG)                | Erstveröffentlichung: 19. Mai 2017 erweiterte Fassung; Verkäufe werden dem Livealbum hinzuaddiert       |

| Jahr | Titel Musiklabel                        | Anmerkungen                             |
| ---- | --------------------------------------- | --------------------------------------- |
| 2015 | Raritäten (1994–2012) Rammstein (UMG)   | Erstveröffentlichung: 23. April 2015    |
| 2015 | Rammstein – XXI Klavier Rammstein (UMG) | Erstveröffentlichung: 18. Dezember 2015 |
| 2020 | Remixes Vertigo Records (UMG)           | Erstveröffentlichung: 27. März 2020     |

| Jahr | Titel Musiklabel                                    | Anmerkungen |
| ---- | --------------------------------------------------- | --- |
| 2002 | Battery: A Tribute to Rammstein Dwell Records (CMH) | Erstveröffentlichung: 26. Februar 2002 Veröffentlichung nur in den Vereinigten Staaten                                                          |
| 2003 | Mein Herz brennt Deutsche Grammophon (UMG)          | Erstveröffentlichung: 3. November 2003 Klassik-Tribute von John Carewe, den Dresdner Sinfonikern, Torsten Rasch, René Pape & Katharina Thalbach |

### Lieder
| Jahr | Titel Interpretation             | Anmerkungen                |
| ---- | -------------------------------- | -------------------------- |
| 1997 | Good God Korn                    | Erstveröffentlichung: 1997 |
| 1997 | Freak on a Leash Korn            | Erstveröffentlichung: 1997 |
| 1997 | Last Cup of Sorrow Faith No More | Erstveröffentlichung: 1997 |
| 1999 | Spookshow Baby Rob Zombie        | Erstveröffentlichung: 1999 |
| 2002 | X-cess Slick Idiot               | Erstveröffentlichung: 2002 |
| 2003 | mOBSCENE Marilyn Manson          | Erstveröffentlichung: 2003 |

| Jahr | Titel Album                                                  | Anmerkungen                                                 |
| ---- | ------------------------------------------------------------ | ----------------------------------------------------------- |
| 1998 | Stripped For the Masses                                      | Erstveröffentlichung: 4. August 1998 Original: Depeche Mode |
| 1999 | Du hast (Live at UNO Lakefront Arena) Family Values Tour ’98 | Erstveröffentlichung: 30. März 1999                         |

| Jahr | Titel Soundtrack                           | Anmerkungen                             |
| ---- | ------------------------------------------ | --------------------------------------- |
| 1997 | Rammstein Lost Highway                     | Erstveröffentlichung: 18. Februar 1997  |
| 1997 | Engel Mortal Kombat: Annihilation          | Erstveröffentlichung: 28. Oktober 1997  |
| 1997 | Eifersucht Wing Commander: Prophecy        | Erstveröffentlichung: 18. November 1997 |
| 1999 | Du hast The Matrix                         | Erstveröffentlichung: 30. März 1999     |
| 2002 | Sonne Red Siren                            | Erstveröffentlichung: 2002              |
| 2002 | Halleluja Resident Evil                    | Erstveröffentlichung: 12. März 2002     |
| 2002 | Feuer frei! xXx – Triple X                 | Erstveröffentlichung: 6. August 2002    |
| 2002 | Mein Herz brennt (Film-Remix) Lilja 4-ever | Erstveröffentlichung: 23. August 2002   |
| 2004 | Mein Teil Resident Evil: Apocalypse        | Erstveröffentlichung: 31. August 2004   |
| 2010 | Amour Same Same But Different              | Erstveröffentlichung: 22. Januar 2010   |

### Videoalben
| Jahr | Titel Musiklabel                                | Anmerkungen                                                                                 |
| ---- | ----------------------------------------------- | ------------------------------------------------------------------------------------------- |
| 2005 | Rosenrot (Deluxe Edition) Universal Music (UMG) | Erstveröffentlichung: 27. Oktober 2005 CD+DVD; Verkäufe werden dem Studioalbum hinzuaddiert |

## Statistik

### Chartauswertung
Die folgende Aufstellung beinhaltet eine Übersicht über die Charterfolge von Rammstein in den Album-, Single- und Musik-DVD-Charts. In Deutschland besteht die Besonderheit, dass Videoalben sich ebenfalls in den Albumcharts platzieren, in den weiteren Ländern stammen die Chartausgaben aus eigenständigen Musik-DVD-Charts.
|                     | DE     | AT     | CH     | UK    | US    |
| ------------------- | ------ | ------ | ------ | ----- | ----- |
| Nummer-eins-Alben   | DE11DE | AT7AT  | CH5CH  | UK—UK | US—US |
| Top-10-Alben        | DE13DE | AT12AT | CH12CH | UK2UK | US1US |
| Alben in den Charts | DE15DE | AT12AT | CH12CH | UK8UK | US9US |

|                       | DE     | AT     | CH     | UK    | US    |
| --------------------- | ------ | ------ | ------ | ----- | ----- |
| Nummer-eins-Singles   | DE4DE  | AT—AT  | CH1CH  | UK—UK | US—US |
| Top-10-Singles        | DE16DE | AT11AT | CH3CH  | UK—UK | US—US |
| Singles in den Charts | DE37DE | AT27AT | CH26CH | UK9UK | US—US |

|                          | DE    | AT    | CH    | UK    | US    |
| ------------------------ | ----- | ----- | ----- | ----- | ----- |
| Nummer-eins-Videoalben   | DE—DE | AT2AT | CH2CH | UK1UK | US1US |
| Top-10-Videoalben        | DE—DE | AT5AT | CH4CH | UK3UK | US4US |
| Videoalben in den Charts | DE—DE | AT5AT | CH4CH | UK5UK | US6US |

### Auszeichnungen für Musikverkäufe
| Land/RegionAuszeichnungen für Musikverkäufe (Land/Region, Auszeichnungen, Verkäufe, Quellen) | Silber     | Gold       | Platin         | Verkäufe    | Quellen                                                              |
| -------------------------------------------------------------------------------------------- | ---------- | ---------- | -------------- | ----------- | -------------------------------------------------------------------- |
| Argentinien (CAPIF)                                                                          | —          | —          | Platin1        | 8.000       | capif.org.ar (Memento vom 31. Mai 2011 im Internet Archive)          |
| Australien (ARIA)                                                                            | —          | 2× Gold2   | —              | 42.500      | aria.com.au                                                          |
| Belgien (BRMA)                                                                               | —          | 5× Gold5   | —              | 65.000      | ultratop.be                                                          |
| Brasilien (PMB)                                                                              | —          | 2× Gold2   | Platin1        | 80.000      | pro-musicabr.org.br                                                  |
| Dänemark (IFPI)                                                                              | —          | 10× Gold10 | 6× Platin6     | 450.000     | ifpi.dk                                                              |
| Deutschland (BVMI)                                                                           | —          | 15× Gold15 | 38× Platin38   | 12.225.000  | musikindustrie.de                                                    |
| Europa (IFPI)                                                                                | —          | —          | 5× Platin5     | (5.000.000) | ifpi.org (Memento vom 15. Oktober 2013 im Internet Archive)          |
| Finnland (IFPI)                                                                              | —          | 3× Gold3   | 2× Platin2     | 112.281     | ifpi.fi                                                              |
| Frankreich (SNEP)                                                                            | —          | 6× Gold6   | Platin1        | 365.200     | infodisc.fr snepmusique.com FR3                                      |
| Griechenland (IFPI)                                                                          | —          | Gold1      | —              | 10.000      | Einzelnachweise                                                      |
| Island (IFPI)                                                                                | —          | 2× Gold2   | —              | 10.000      | Einzelnachweise                                                      |
| Kanada (MC)                                                                                  | —          | —          | Platin1        | 100.000     | musiccanada.com                                                      |
| Mexiko (AMPROFON)                                                                            | —          | 2× Gold2   | —              | 85.000      | amprofon.com.mx                                                      |
| Neuseeland (RMNZ)                                                                            | —          | 2× Gold2   | 3× Platin3     | 72.500      | radioscope.co.nz NZ2 (Memento vom 28. Juli 2011 im Internet Archive) |
| Niederlande (NVPI)                                                                           | —          | 2× Gold2   | —              | 90.000      | nvpi.nl                                                              |
| Norwegen (IFPI)                                                                              | —          | 2× Gold2   | —              | 30.000      | ifpi.no (Memento vom 5. November 2012 im Internet Archive)           |
| Österreich (IFPI)                                                                            | —          | 7× Gold7   | 7× Platin7     | 285.000     | ifpi.at                                                              |
| Polen (ZPAV)                                                                                 | —          | 6× Gold6   | 7× Platin7     | 350.000     | olis.pl                                                              |
| Portugal (AFP)                                                                               | —          | Gold1      | —              | 5.000       | Einzelnachweise                                                      |
| Rumänien (UFPR)                                                                              | —          | —          | 4× Platin4     | 16.000      | Einzelnachweise                                                      |
| Russland (NFPF)                                                                              | —          | 2× Gold2   | 7× Platin7     | 170.000     | 2m-online.ru                                                         |
| Schweden (IFPI)                                                                              | —          | 5× Gold5   | —              | 145.000     | sverigetopplistan.se                                                 |
| Schweiz (IFPI)                                                                               | —          | 4× Gold4   | 10× Platin10   | 394.000     | hitparade.ch                                                         |
| Spanien (Promusicae)                                                                         | —          | 3× Gold3   | 3× Platin3     | 390.000     | elportaldemusica.es promusicae.es ES3                                |
| Südkorea (KMCA)                                                                              | —          | —          | —              | 9.132       | Einzelnachweise                                                      |
| Tschechien (IFPI)                                                                            | —          | 2× Gold2   | Platin1        | 11.500      | Einzelnachweise                                                      |
| Ungarn (MAHASZ)                                                                              | —          | —          | 3× Platin3     | 12.000      | slagerlistak.hu                                                      |
| Vereinigte Staaten (RIAA)                                                                    | —          | Gold1      | Platin1        | 1.790.716   | riaa.com                                                             |
| Vereinigtes Königreich (BPI)                                                                 | 8× Silber8 | 5× Gold5   | Platin1        | 1.953.610   | bpi.co.uk                                                            |
| Insgesamt                                                                                    | 8× Silber8 | 90× Gold90 | 102× Platin102 |             |                                                                      |